# Ngày Biển
Ngày Biển (海の日 Umi no Hi) là một ngày lễ ở Nhật Bản, được tổ chức vào ngày thứ Hai của tuần thứ ba trong tháng Bảy. Mục đích của ngày lễ là để bày tỏ sự biết ơn đại dương và tầm quan trọng của đại dương đối với Nhật Bản với tư cách là một quốc gia hàng hải.
Nhiều người tranh thủ ngày nghỉ này và thời tiết mùa hè để đi du lịch biển. Các lễ hội liên quan đến đại dương khác cũng được tổ chức. Ngày này gần như trùng với thời điểm kết thúc mùa mưa (梅雨 tsuyu) ở phần lớn lục địa Nhật Bản.

## Lịch sử

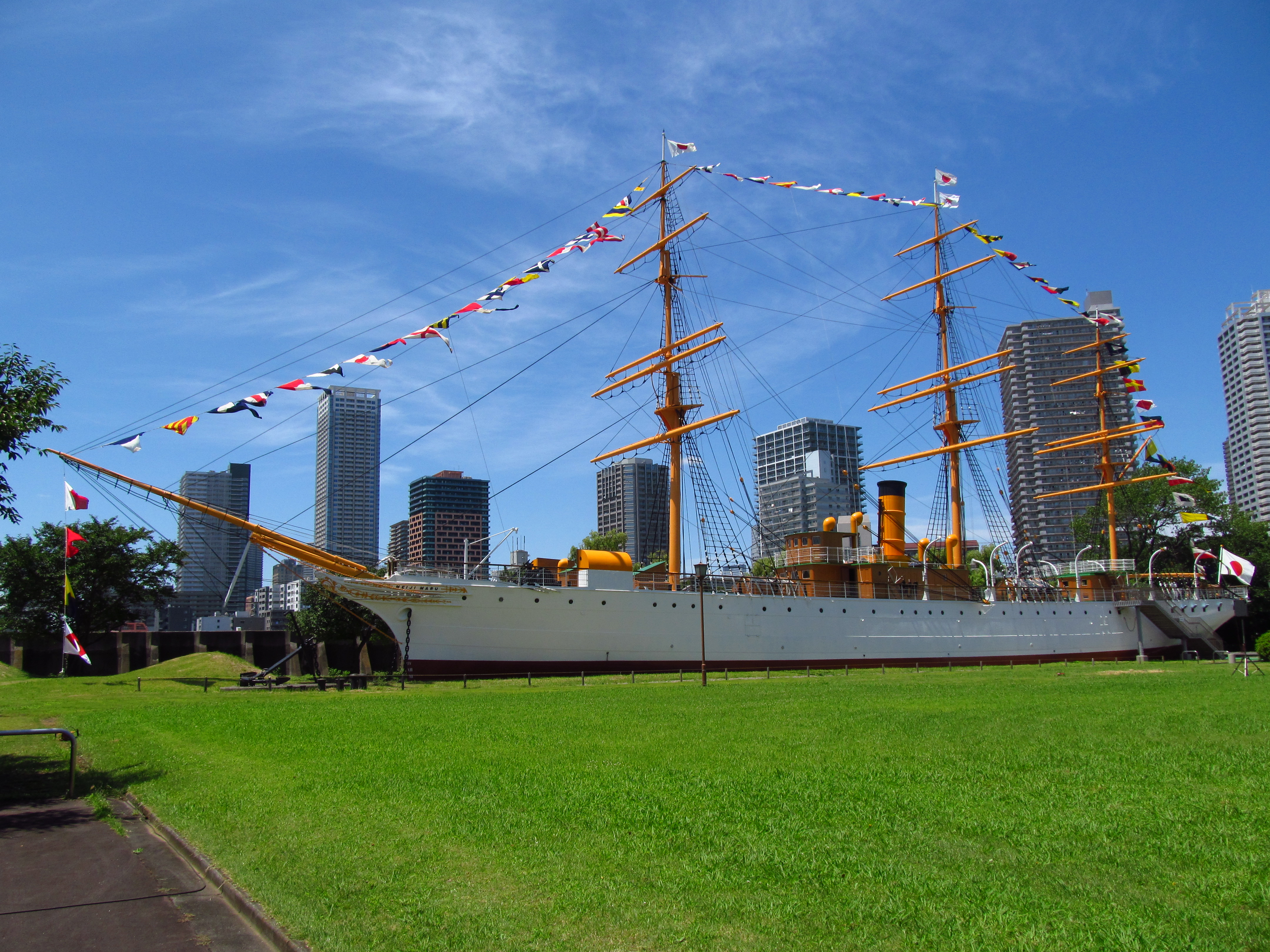
Con tàu Meiji Maru nguồn gốc của ngày Biển

Ngày này được gọi là Ngày kỷ niệm hàng hải (海の記念日 umi no kinen bi?) cho đến năm 1996. Bộ trưởng Truyền thông Shozo Murata đã chỉ định ngày này vào năm 1941 để tưởng nhớ Thiên hoàng Minh Trị và chuyến hành trình năm 1876 của ông trên tàu Meiji Maru, một con tàu hơi nước bằng sắt được đóng ở Scotland vào năm 1874. Chuyến đi bao gồm một chuyến đi vòng quanh vùng Tōhoku, lên thuyền trên ngọn hải đăng ở Aomori và dừng chân một thời gian ngắn ở Hakodate trước khi quay trở lại Yokohama vào ngày 20 tháng 7 năm đó. Tuy nhiên, ngày này không được coi là ngày lễ quốc gia cho đến năm 1995, khi nó trở thành ngày lễ đầu tiên trong những tháng mùa hè.
Kỷ niệm lần đầu tiên là vào ngày 20 tháng 7 năm 1996, sau khi áp dụng Hệ thống Thứ Hai Vui vẻ đã chuyển ngày này sang ngày Thứ Hai tuần thứ 3 của tháng 7 bắt đầu từ năm 2003.
Vào năm 2020, ngày lễ được tổ chức vào Thứ Năm, ngày 23 tháng 7 để hỗ trợ cho việc khai mạc Thế vận hội Tokyo. Do Thế vận hội bị hoãn, ngày 2021 đã được dời sang ngày 22 tháng 7, cũng vào thứ Năm

## Hoạt động kỷ niệm
Vào ngày này, các gia đình có thể đến thăm các bãi biển như Bãi biển Isshiki ở Hayama và bơi lội, lặn với ống thở, lướt sóng hoặc lặn. Mọi người cũng có thể tham gia vào một sự kiện gọi là 'ném bóng bùn'. Thủy cung quốc gia cũng tổ chức các sự kiện đặc biệt liên quan đến nước vào ngày này